# NGC 2717
NGC 2717 је елиптична галаксија у сазвежђу Компас која се налази на NGC листи објеката дубоког неба.
Деклинација објекта је - 24° 40' 26" а ректасцензија 8h 57m 1,1s. Привидна величина (магнитуда) објекта NGC 2717 износи 12,3 а фотографска магнитуда 13,3. NGC 2717 је још познат и под ознакама ESO 496-21, MCG -4-21-15, AM 0854-242, PGC 25146.